# Joshua Bowman
Joshua Tobias "Josh" Bowman (Berkshire, 4 de março de 1988) é um ator britânico, conhecido por interpretar Daniel Grayson na série de TV Revenge.
O ator foi ao Brasil para campanha de moda da grife brasileira John John em 2013.

## Biografia
Nascido em Berkshire, Inglaterra, Reino Unido, foi educado no Wellington College. Ele é irmão da atriz Scarlett Bowman. O pai do ator é judeu e por isso ele se considera parcialmente judeu. Joshua é descendente de ingleses, irlandeses, judeus russos e um pouco de italianos.
Bowman foi jogador de rugby profissional pela equipe  Saracens F.C., porém decidiu interromper a carreira após sofrer dois deslocamentos de ombro.
Estudou interpretação no Lee Strasberg Institute em Nova York, entre os colegas estavam Daniela Ruah e Christiane Seidel.

## Carreira
Fez sua estreia na televisão em 2007 atuando na série Genie in the House, e em 2009 participou da série Holby City. Em 2011 foi selecionado como uma dos Stars of Tomorrow pela Screen International. Além disso participou do filme A Super Agente, no papel de Nicholas, ao lado de Miley Cyrus.

## Filmografia

### Cinema
| Ano  | Título           | Papel       | Nota |
| ---- | ---------------- | ----------- | ---- |
| 2010 | Night Wolf       | Doug Walker |      |
| 2010 | Prowl            | Peter       |      |
| 2011 | Exteriors        | Adam        |      |
| 2011 | Love's Kitchen   | Roberto     |      |
| 2012 | So Undercover    | Nicholas    |      |
| 2013 | The Last Keepers | Taylor      |      |
| 2015 | Level Up         | Matt        |      |

### Televisão
| Ano       | Título              | Papel                          | Nota                   |
| --------- | ------------------- | ------------------------------ | ---------------------- |
| 2007      | Genie in the House  | Dimitri/Royal Hunk             | 2 episódios, 2007      |
| 2009      | Myths               | Zeus                           | 1 episódio, 2009       |
| 2009      | Holby City          | Scott James                    | 9 episódios, 2009-2010 |
| 2010      | Betwixt             | Luke                           |                        |
| 2011      | Make It or Break It | Max                            | 6 episódios, 2011      |
| 2011-2015 | Revenge             | Daniel Grayson                 |                        |
| 2017      | Time After Time     | John Stevenson/Jack the Ripper | Elenco principal       |

## Vida pessoal
Bowman teve um breve relacionamento com a cantora britânica Amy Winehouse, em 2009, e com a americana Miley Cyrus em 2011.
Em outubro de 2011, iniciou um relacionamento com a atriz Emily VanCamp, que protagonizou com ele a série Revenge. Em 11 de maio de 2017, eles ficaram noivos. Em 15 de dezembro de 2018, se casou com Emily nas Bahamas. Em agosto de 2021, Emily fez um breve anúncio pelo Instagram revelando o nascimento de sua primeira filha com Josh: "Bem vinda ao mundo, nossa doce pequena Iris. Nossos corações estão cheios". Sua segunda filha com Emily, Rio Rose, nasceu em 12 de março de 2024.